# Franz Conrad Löhr
Franz Conrad Löhr (* um 1735 in Bockleben; † 5. Juli 1812 in Hamburg) war ein deutscher Porträtmaler.

## Leben
Über Löhrs Herkunft und Ausbildung ist wenig bekannt. Er war als Bildnismaler in Hamburg und Altona tätig. Mehrere seiner Porträts dienten Johann Christian Gottfried Fritzsch als Vorlagen für Kupferstiche. Löhr war der erste Lehrer von Christoffer Suhr.

## Werke
- Bildnisse im Museum für Hamburgische Geschichte:[1]
  - Bürgermeister Johann Anderson (um 1785)
  - Gottfried Lipmann (1784)
  - Georg Christian Petersen (1798)
  - Senator Joachim Caspar Voigt (um 1780), Leihgabe der Hamburger Kunsthalle
  - Johann Hinrich Weghorst (1798)
  - Unbekannter Herr (um 1775), Leihgabe der Hamburger Kunsthalle
- Bildnis einer alten Frau (1784), Hamburger Kunsthalle
- Johann Melchior Goeze (nach Georg Ludwig Eckhardt, 1786), Staats- und Universitätsbibliothek Hamburg
- Carl Philipp Emanuel Bach, Gemäldegalerie (Berlin)
- Bildnis, Kniestück (1785?), Spohr Museum, Kassel
- Bildnis eines Mannes (Thorvaldsens Vater?, 1788), Thorvaldsen-Museum, Kopenhagen[2]
- Vorlagen für Kupferstiche:
  - Hauptpastor J. J. Rambach (1785)
  - Pastor Heinrich Zeise, Altona (1788)
  - Berend Roosen (1790)

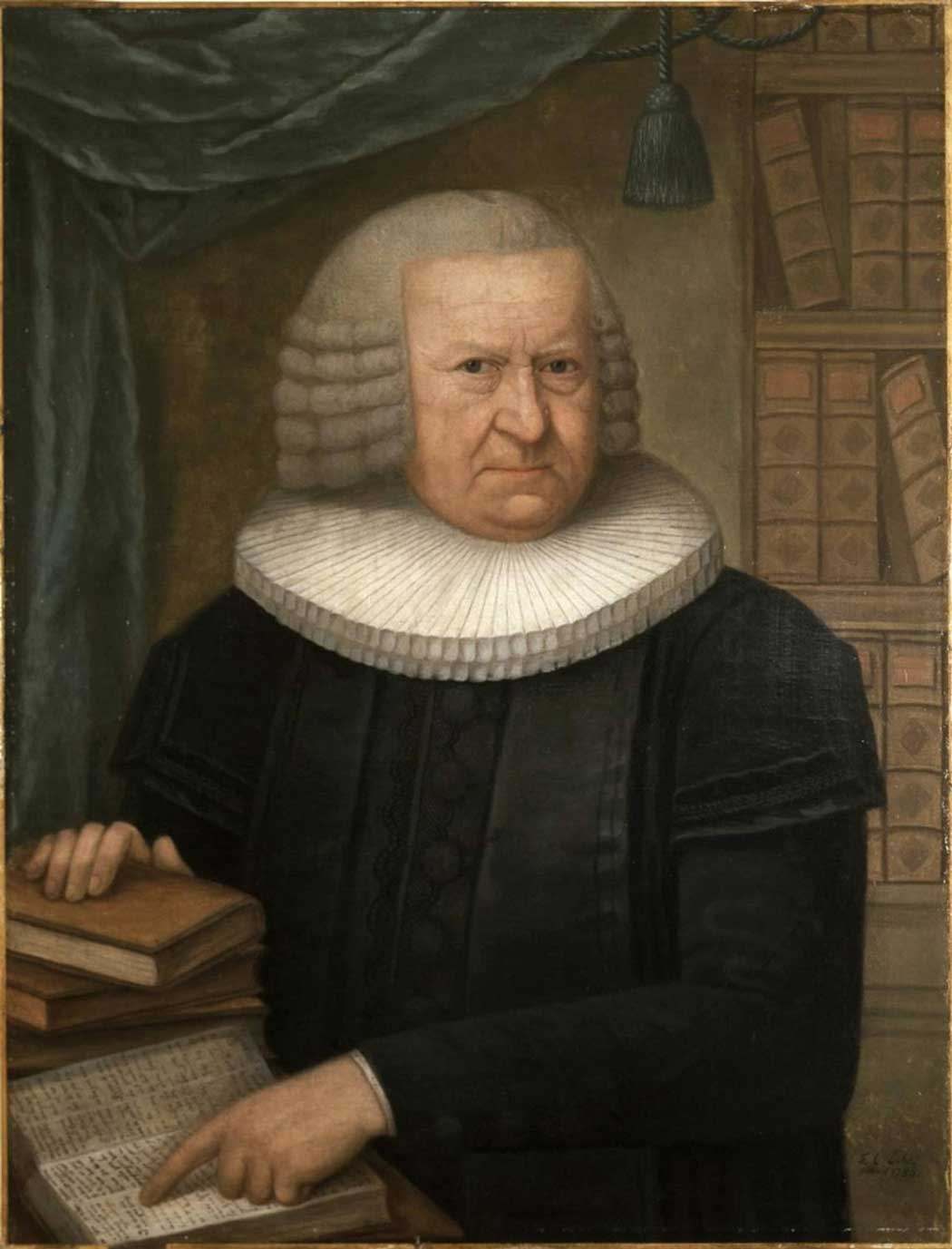
Johann Melchior Goeze
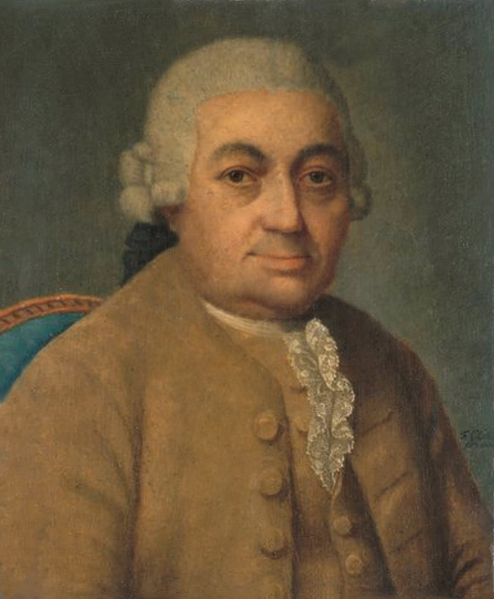
Carl Philipp Emanuel Bach